# Asón
De Asón is een rivier in de Spaanse regio Cantabrië. De rivier is 44 kilometer lang en ontspringt in gemeente Soba, in het nationaal park Asón, om bij Colindres de Cantabrische Zee in te stromen.

## Zijstromen
- Bustablado, bij Arredondo
- Gándara, bij Ramales de la Victoria
- Carranza, bij Gibaja

- Virtual International Authority File: 245451781